# Ефселе
Ефселе (нід. Eefsele) — селище в нідерландській провінції Гелдерланд. Входить до муніципалітету Ост-Гелре.
Перша згадка про населений пункт датується 1315-им роком.